# Johnny Walker (lottatore)
Walker Johnny da Silva Barra de Souza, meglio noto come Johnny Luca Walker (Belford Roxo, 30 marzo 1992), è un lottatore di arti marziali miste brasiliano.
Combatte nella categoria dei pesi mediomassimi per la promozione statunitense UFC.

## Biografia
Ha compiuto il suo debutto nel 2013, lottando inizialmente in Brasile. Trasferitosi poi in Europa, ha militato nelle promozioni Ultimate Challenge MMA ed European Beatdown, dove è stato in entrambe campione dei pesi mediomassimi. Nel 2018 è ingaggiato dall'organizzazione statunitense UFC dopo aver combattuto un incontro per la promozione Dana White's Tuesday Night Contender Series.

## Carriera nelle arti marziali miste

### UCMMA e EBD
Compie il suo ingresso nelle arti marziali miste nel 2013 e per i prossimi quattro anni disputa incontri esclusivamente in Brasile. Successivamente si trasferisce in Inghilterra dove combatte per la Ultimate Challenge MMA, alternando poi una breve esperienza con la promozione belga European Beatdown. In entrambe le occasioni il brasiliano si fregia del titolo di campione dei pesi mediomassimi.

### UFC
I match del brasiliano attirano quindi l'attenzione della promozione statunitense UFC, azienda di punta a livello mondiale, e in particolare di Dana White, che nell'agosto 2018 decide di includerlo in una card dell'organizzazione Tuesday Night Contender Series. Qui è messo alla prova contro il connazionale Luís Henrique da Silva e la sua vittoria gli consente di guadagnarsi un posto all'interno della UFC.
Ingaggiato con il compito di ringiovanire la divisione dei mediomassimi, Walker non delude le aspettative: l'esordio con l'azienda di Las Vegas avviene nel novembre seguente e si consuma in poco meno di due minuti con una gomitata che mette KO lo sfidante Khalil Rountree. Torna all'interno dell'ottagono quasi subito, combattendo prima con Justin Ledet mettendolo KO in soli 15 secondi e solo un mese dopo incontra un top 15 del Ranking UFC dei pesi Mediomassimi, Misha Tsirkunov. Walker ha accettato l'incontro con scarso preavviso in sostituzione di Ovince Saint Preux che l'11 Febbraio 2019 ha annunciato la rinuncia dall'annunciato match contro il lottatore canadese all'interno dell'evento in PayPerView UFC 235 per infortunio.. L'incontro con Cirkunov si è concluso in appena trentasei secondi con una ginocchiata volante (e pugni) di Walker, vittoria macchiata solamente dall'esultanza esagerata dello stesso brasiliano che gli ha provocato un infortunio alla spalla e lo ha fermato per alcuni mesi.
Recuperato l'infortunio alla spalla Johnny Walker viene inserito nella card UFC 244 al Madison Square Garden di New York per affrontare Corey Anderson ottavo nei ranking UFC dei pesi mediomassimi . Nel caso avesse proseguito la sua striscia di vittorie impressionanti Johnny Walker avrebbe avuto la strada spianata per incontrare il detentore della cintura Jon Jones. L'incontro è stato l'ultimo della card preliminare, ed ha decretato una veloce sconfitta per Walker per KO tecnico nonché la Performance della serata per Corey Anderson.
Dopo la sconfitta con Anderson, Johnny Walker decide di cambiare l'allenatore e andarsi ad allenare alla Tristar Gym di Montreal, Canada, alla corte di Firas Zahabi  e da lì prepararsi per l'incontro contro l'esperto lottatore ucraino Nikita Krylov previsto nell'evento UFC Fight Night in Brasile il 14 Marzo 2020. L'evento, a seguito della Pandemia di SARS-CoV-2, si svolge senza pubblico e Walker rimedia un'altra sconfitta contro l'ucraino, stavolta ai punti, e dimostra le sue carenze nel combattimento corpo a corpo quando non riesce a finalizzare, in maniera spettacolare, ad inizio incontro.
Il 2020 riserva a Johnny Walker un secondo cambio d'allenatore, con il passaggio a John Kavanagh, e  un secondo incontro a porte chiuse, il 19 settembre, all'interno della UFC Fight Night 178 contro l'astro nascente della UFC Ryan Spann, un avversario vicino di Ranking UFC e  proveniente da quattro vittore consecutive sotto la UFC. L'incontro era inizialmente programmato due settimane prima ma dopo esser risultato positivo al Covid-19 Johnny Walker richiede ed ottiene uno spostamento della data. In questa occasione Walker torna alla vittoria al primo round dopo aver rischiato la sconfitta un paio di volte, al suo angolo era presente Misha Chirkunov, suo avversario nell'incontro che lo ha reso famoso un anno e mezzo prima , che, curiosità, è previsto incontri lo stesso Ryan Spann il 19 Dicembre 2020.

## Risultati nelle arti marziali miste
| Risultato                          | Record   | Avversario                | Metodo                                   | Evento                                   | Data              | Round | Tempo | Città                            | Note                                                                              |
| ---------------------------------- | -------- | ------------------------- | ---------------------------------------- | ---------------------------------------- | ----------------- | ----- | ----- | -------------------------------- | --------------------------------------------------------------------------------- |
| Sconfitta                          | 21-9 (1) | Volkan Oezdemir           | KO (pugni)                               | UFC on ABC: Whittaker vs. Aliskerov      | 22 giugno 2024    | 1     | 2:28  | Riyadh, Arabia Saudita           |                                                                                   |
| Sconfitta                          | 21-8 (1) | Magomed Ankalaev          | KO (pugni)                               | UFC Fight Night: Ankalaev vs. Walker 2   | 13 gennaio 2024   | 2     | 2:42  | Las Vegas, Stati Uniti           |                                                                                   |
| No Contest                         | 21-7 (1) | Magomed Ankalaev          | No contest (ginocchiata illegale)        | UFC 294                                  | 21 ottobre 2023   | 1     | 3:13  | Abu Dhabi, Emirati Arabi Uniti   | Una ginocchiata illegale fortuita rende Walker incapace di proseguire l’incontro. |
| Vittoria                           | 21-7     | Anthony Smith             | Decisione (unanime)                      | UFC on ABC: Rozenstruik vs. Almeida      | 13 maggio 2023    | 3     | 5:00  | Charlotte, Stati Uniti           |                                                                                   |
| Vittoria                           | 20-7     | Paul Craig                | KO tecnico                               | UFC 283: Teixeira vs. Hill               | 21 gennaio 2023   | 1     | 2:16  | Rio de Janeiro, Brasile          |                                                                                   |
| Vittoria                           | 19-7     | Ion Cuțelaba              | Sottomissione (rear-naked choke)         | UFC 279: Diaz vs. Ferguson               | 10 settembre 2022 | 1     | 4:37  | Las Vegas, Stati Uniti           | Performance of the Night.                                                         |
| Sconfitta                          | 18-7     | Jamahal Hill              | KO (pugni)                               | UFC Fight Night: Walker vs. Hill         | 19 febbraio 2022  | 1     | 2:55  | Las Vegas, Stati Uniti d'America |                                                                                   |
| Sconfitta                          | 18-6     | Thiago Santos             | Decisione (unanime)                      | UFC Fight Night: Santos vs. Walker       | 2 ottobre 2021    | 5     | 5:00  | Las Vegas, Stati Uniti d'America |                                                                                   |
| Vittoria                           | 18-5     | Ryan Spann                | KO (gomitata e pugni)                    | UFC Fight Night: Covington vs. Woodley   | 19 settembre 2020 | 1     | 2:43  | Las Vegas, Stati Uniti d'America |                                                                                   |
| Sconfitta                          | 17-5     | Nikita Krylov             | Decisione (unanime)                      | UFC Fight Night: Lee vs. Oliveira        | 14 marzo 2020     | 3     | 5:00  | Brasilia, Brasile                |                                                                                   |
| Sconfitta                          | 17-4     | Corey Anderson            | KO tecnico (pugni)                       | UFC 244: Masvidal vs. Diaz               | 2 novembre 2019   | 1     | 2:07  | New York, Stati Uniti            |                                                                                   |
| Vittoria                           | 17-3     | Misha Tsirkunov           | KO tecnico (ginocchiata al volo e pugni) | UFC 235: Jones vs. Smith                 | 2 marzo 2019      | 1     | 0:36  | Las Vegas, Stati Uniti d'America | Performance of the Night.                                                         |
| Vittoria                           | 16-3     | Justin Ledet              | KO tecnico (manrovescio e pugni)         | UFC Fight Night: Assunção vs. Moraes 2   | 2 febbraio 2019   | 1     | 0:15  | Fortaleza, Brasile               | Performance of the Night.                                                         |
| Vittoria                           | 15-3     | Khalil Rountree Jr.       | KO (gomitata)                            | UFC Fight Night: Magny vs. Ponzinibbio   | 17 novembre 2018  | 1     | 1:57  | Buenos Aires, Argentina          | Performance of the Night.                                                         |
| Vittoria                           | 14-3     | Luís Henrique da Silva    | Decisione (unanime)                      | Dana White's Contender Series Brazil 2   | 11 agosto 2018    | 3     | 5:00  | Las Vegas, Stati Uniti d'America |                                                                                   |
| Vittoria                           | 13-3     | Cheick Kone               | KO tecnico (pugni)                       | European Beatdown 3                      | 17 marzo 2018     | 1     | N.D   | Mons, Belgio                     | Vince l'EBD Light Heavyweight Championship.                                       |
| Vittoria                           | 12-3     | Jędrzej Maćkowiak         | KO (pugni)                               | Krwawy Sport 1: Southampton              | 11 marzo 2018     | 2     | 2:42  | Southampton, Inghilterra         | Incontro pesi massimi.                                                            |
| Vittoria                           | 11-3     | Stuart Austin             | KO (ginocchiata)                         | Ultimate Challenge MMA 54                | 10 febbraio 2018  | 1     | 2:44  | Londra, Inghilterra              | Vince l'UCMMA Light Heavyweight Championship.                                     |
| Vittoria                           | 10-3     | Rodrigo Jesus             | KO tecnico (pugni)                       | Brave CF 8: The Rise of Champions        | 12 agosto 2017    | 1     | 2:18  | Curitiba, Brasile                |                                                                                   |
| Vittoria                           | 9-3      | Luis Guilherme de Andrade | Sottomissione (ghigliottina)             | Katana Fight: Gold Edition               | 25 marzo 2017     | 1     | 0:29  | Colombo, Brasile                 | Ritorno nei pesi mediomassimi                                                     |
| Sconfitta                          | 8-3      | Henrique Silva Lopes      | KO (pugni)                               | Jungle Fight 88                          | 25 giugno 2016    | 1     | 0:18  | Poços de Caldas, Brasile         |                                                                                   |
| Vittoria                           | 8-2      | Fábio Vasconcelos         | KO tecnico (pugni)                       | Imortal FC 4: Dynamite                   | 21 maggio 2016    | 1     | 4:10  | São José dos Pinhais, Brasile    |                                                                                   |
| Sconfitta                          | 7-2      | Klidson Abreu             | Sottomissione (rear-naked choke)         | Samurai FC 12: Hearts on Fire            | 10 ottobre 2015   | 2     | 3:10  | Curitiba, Brasile                | Debutto nei pesi massimi. Per il titolo vacante dei pesi massimi Samurai FC       |
| Vittoria                           | 7-1      | Murilo Grittz             | KO tecnico (pugni)                       | PRVT: Garuva Top Fight                   | 16 agosto 2015    | 1     | 0:56  | Garuva, Brasile                  |                                                                                   |
| Vittoria                           | 6-1      | Marck Polimeno            | Sottomissione (rear-naked choke)         | PRVT: Afonso Pena Top Fight 3            | 28 giugno 2015    | 1     | 0:38  | São José dos Pinhais, Brasile    |                                                                                   |
| Vittoria                           | 5-1      | Ricardo Pandora           | KO tecnico (pugni)                       | Imortal FC 1: The Invasion               | 13 giugno 2015    | 1     | 3:20  | São José dos Pinhais, Brasile    |                                                                                   |
| Vittoria                           | 4-1      | Andrew Flores Smith       | KO tecnico (pugni)                       | Peru Fighting Championship 21            | 28 maggio 2015    | 3     | 0:28  | Lima, Perù                       |                                                                                   |
| Sconfitta                          | 3-1      | Wagner Prado              | KO tecnico (pugni)                       | \| Circuito Team Nogueira MMA Beach 1 \| | 29 novembre 2014  | 2     | 3:40  | Rio de Janeiro, Brasile          |                                                                                   |
| Vittoria                           | 3-0      | João Vitor Lopes da Silva | KO tecnico (pugni)                       | Gigante Fight MMA 2                      | 11 ottobre 2014   | 1     | N/A   | Rio de Janeiro, Brasile          |                                                                                   |
| Vittoria                           | 2-0      | Vitor Casanova            | KO tecnico (pugni)                       | Ubá Fight 5                              | 13 settembre 2014 | 1     | 4:38  | Ubá, Brasile                     |                                                                                   |
| Vittoria                           | 1-0      | Francisco Francisco       | KO tecnico (ginocchiate e pugni)         | Circuito Invictus de MMA 2               | 14 dicembre 2013  | 1     | 0:49  | Rio de Janeiro, Brasile          |                                                                                   |
| Circuito Team Nogueira MMA Beach 1 |          |                           |                                          |                                          |                   |       |       |                                  |                                                                                   |